# Catherine Willows
Catherine (Mugs) Willows (26 maart, 1963) is een personage in de televisieserie CSI: Crime Scene Investigation. Ze is een crime-scene investigator supervisor (een "CSI-3") en forensisch wetenschapper voor Clark County, Nevada. Ze wordt gespeeld door Marg Helgenberger, die twee Emmy Awards en twee Golden Globe nominaties voor de rol kreeg.

## Biografie
Catherine werd geboren in Bozeman, Montana en opgevoed door haar moeder, Lily Flynn (Anita Gillette), een voormalige show girl ("Weeping Willows", "Kiss, Kiss, Bye, Bye") die nog geregeld contact heeft met haar biologische vader, casino eigenaar Sam Braun (Scott Wilson). Catherine werkte zelf ook een tijdje als danseres bij het French Palace, maar ging uiteindelijk Medische Technologie studeren aan de Universiteit van Las Vegas. Net als veel andere personages in CSI heeft ze uitgebreide kennis van vreemde feiten die haar helpen bij haar onderzoek.
Catherine heeft een dochter, Lindsey Willows, oorspronkelijk gespeeld door Madison McReynolds, maar sinds 2006 door Kay Panabaker. Ze had ook een onstuimige relatie met haar ex-man Eddie (Timothy Carhart) totdat hij vermoord werd ("Lady Heather's Box"). Vervolging van Eddies moordenaar bleek onmogelijk vanwege gebrek aan sterke bewijzen, iets wat Catherine hard opnam. Catherines relatie met Lindsey werd ook minder na Eddies dood en Lindseys gedrag ging achteruit. Zo raakte ze betrokken bij gevechten op school en ging liften. In een wanhoopspoging nam Catherine haar dochter mee naar het mortuarium, en liet haar het lijk zien van een moordslachtoffer om haar de gevaren van haar gedrag te tonen.
Catherines relatie met Sam Braun bracht vaak conflicten met zich mee in zaken waar hij bij betrokken was. Echter, dankzij een financiële bijdrage van Sam raakten Catherine en Lindsey uit hun geldzorgen. Het feit dat Catherine dit geld aannam had een discussie tussen haar en Gil Grissom tot gevolg.
Catherine had in verschillende afleveringen een afspraakje, maar ging nooit een lang lopende relatie aan. Met haar collega’s heeft ze een goede werkrelatie, vooral met Gil Grissom. Al stoort ze zich wel geregeld aan Grissoms lakse houding tegenover papierwerk en andere kantoorverplichtingen.
Vanaf seizoen 9 speelt Gil Grissom, de leider van het team, niet meer mee en leidt Catherine het team.
Op 25 januari 2012 (Amerikaanse uitzendingsdatum) verdween Marg uit de serie. Haar laatste aflevering was de twaalfde van seizoen twaalf (Willows in the Wind). Wel keerde ze nog eenmalig terug in aflevering vijf van seizoen veertien (Frame by Frame).
Ook voor de twee uur durende finale van CSI (Immortality) kwam Marg terug.

## Trivia
- Catherines geboortestad, Bozeman, Montana, is dezelfde geboortestad als die van CSI: NY detective Lindsay Monroe.

- Hoewel Catherines verjaardag vaak wordt vermeld als in 1963, wordt in de aflevering "Living Legend" vermeld dat ze zestien jaar oud was in 1975. Dit is meer in overeenstemming met Marg Helgenbergers echte leeftijd.